# Tebwangetua
Tebwangetua (auch: Tebangetua) ist ein Ort im Osten des Maiana-Atolls in den zum Inselstaat Kiribati gehörenden Gilbertinseln im Pazifischen Ozean mit einer Landfläche von 8 Hektar. 2020 hatte der Ort 125 Einwohner.

## Geographie
Tebwangetua liegt im Osten des Haupt-Motus von Maiana unmittelbar nördlich von Teitai und südwestlich von Toora. Im Ort befinden sich die Gebäude der Inselverwaltung, auf der Meerseite im Osten gibt es eine Kanupassage.

## Klima
Das Klima ist tropisch heiß, wird jedoch von ständig wehenden Winden gemäßigt. Ebenso wie die anderen Orte des Maiana-Atolls wird Tebwangetua gelegentlich von Zyklonen heimgesucht.